# Carl Dietze
Carl Dietze (* 13. Juni 1824 in Elberfeld; † 4. März 1896 in Düsseldorf) war ein deutscher Ingenieur. Er war Direktor der
Dampfschiffahrts-Gesellschaft für den Nieder- und Mittelrhein (DGNM) und Vorstandsmitglied des Vereins Deutscher Ingenieure (VDI).

## Leben
Carl Dietze absolvierte eine Realschule in Düsseldorf. Im Anschluss war er bis 1844 praktisch bei Jacobi, Haniel & Huyssen in Sterkrade tätig. Danach arbeitete Dietze auf den Schiffswerften der Firma Miller, Ravenhill & Cie. in England. Seinen Dienst bei der Dampfschiffahrts-Gesellschaft für den Nieder- und Mittelrhein (DGNM) begann er 1852 als Ingenieur. Später stieg er zum Oberingenieur und danach zum technischen Direktor auf. Insgesamt war er 43 Jahre lang für die DGNM tätig.
Dem Verein Deutscher Ingenieure (VDI) trat Carl Dietze 1856 bei. Er war Gründungsmitglied des Niederrheinischen Bezirksvereins des VDI. Er war viele Jahre Vorstandsmitglied bzw. Vorsitzender des Niederrheinischen Bezirksvereins des VDI und in den Jahren 1861, 1862, 1875 und 1880 Vorstandsmitglied des Gesamtvereins. Zeitweise gehörte Dietze auch dem VDI-Vorstandsrat an.
Carl Dietzes besonderes Interesse galt der Entwicklung der Dampfkessel-Überwachungsvereine in Deutschland.